# 八重笠道路
八重笠道路（やえがさどうろ）は、群馬県太田市龍舞町から邑楽郡大泉町北小泉に至る、国道122号のバイパス道路である。

## 概要
東毛と県央の相互間交通の利便性向上のためと、東毛地域の物流向上および生活圏の拡大のために当バイパスが計画された。2009年（平成21年）度より事業に着手。総事業費は29億円で、2014年（平成26年）4月11日に開通した。
道路規格は全線4車線となっている。起点の太田市龍舞町（龍舞東交差点）では太田バイパスと直結しているため、当バイパスは形状的には太田バイパスの延伸部のような形となっている。また、群馬県道2号前橋館林線および国道122号の現道とも交差・接続する。終点の大泉町北小泉（上小泉交差点）では国道354号（東毛広域幹線道路）と接続する。
当バイパスの開通により北関東自動車道（太田桐生IC）と東北自動車道（館林IC）との間が全線4車線で結ばれる事となり、高速道路へのアクセス機能が向上した。2018年（平成30年）3月26日には東毛広域幹線道路の館林市苗木町（クリーンセンター入口交差点）から明和町大佐貫へと至る国道122号館林明和バイパスが開通したため、当バイパス・館林明和バイパスおよび両者を繋ぐ東毛広域幹線道路を利用する事で群馬県太田市街地方面と埼玉県羽生市方面とを比較的短距離で結ばれ、一部東武伊勢崎線に沿って大回りのルートをとる国道122号現道と比較して両都市間の往来時間の短縮が図られた。

## 接続路線
- 国道122号（現道・太田バイパス）（龍舞東交差点）
- 群馬県道2号前橋館林線（龍舞東交差点）
- 国道354号（東毛広域幹線道路（大泉邑楽バイパス））（上小泉交差点）

## 通過市町村
- 群馬県
  - 太田市 - 大泉町